# Schüchtern ist mein Glück
Schüchtern ist mein Glück ist das Debütalbum des deutschen Musikers Peter Plate als Solo-Künstler.
Es erschien am 5. April 2013 über Universal.
Am 5. August 2022 erschien eine digitale Super Deluxe Edition des Albums mit vier neuen Songs.

## Geschichte
Das Album wurde von Ulf Leo Sommer, Peter Plate selbst und Daniel Faust produziert. Als erste Single erschien Wir beide sind Musik. Das Album schaffte es auf Platz 29 der deutschen Charts.

## Kritiken
Sven Kabelitz schreibt in seiner Rezension für die Musikdatenbank Laut.de unter dem Titel Durchhalteparolen aus dem Poesiealbum bezogen auf die Soloalben der Rosenstolz-Bandmitglieder: „Sollte sich manch einer kurzfristig über den Split von Rosenstolz gefreut haben, wurde er schnell eines Besseren belehrt. Schlägt man der Hydra einen Kopf ab, wachsen zwei neue nach.“ Plate halte sich fest am „Treppengeländer“, „Mut zum Experiment oder frische Inspiration“ seien „Fehlanzeige“. 2 von 5 Sternen wurden vergeben.

## Titelliste

### CD1
| #   | Titel                     | Länge |
| --- | ------------------------- | ----- |
| 1.  | Wir beide sind Musik      | 4:26  |
| 2.  | Kapitän                   | 5:06  |
| 3.  | Blauer Sonntag            | 3:57  |
| 4.  | Elektrisch                | 3:44  |
| 5.  | Schöner war’s mit dir     | 3:39  |
| 6.  | Ausgang leider unbekannt  | 4:57  |
| 7.  | Gefallen in Love          | 3:34  |
| 8.  | Schüchtern ist mein Glück | 4:13  |
| 9.  | Sturm                     | 3:28  |
| 10. | Die Nacht dehnt sich aus  | 3:48  |
| 11. | Bist du ok?               | 3:40  |
| 12. | Ich steh noch             | 4:09  |

### CD2
| #   | Titel                                    | Länge |
| --- | ---------------------------------------- | ----- |
| 1.  | Für Geduld fehlt uns die Zeit            | 3:41  |
| 2.  | Tür auf                                  | 3:13  |
| 3.  | Us 2 We R Musik                          | 4:26  |
| 4.  | Blue Sunday                              | 3:57  |
| 5.  | Sea Captain                              | 5:02  |
| 6.  | Wir beide sind Musik (Instrumental)      | 4:26  |
| 7.  | Kapitän (Instrumental)                   | 5:06  |
| 8.  | Blauer Sonntag (Instrumental)            | 3:57  |
| 9.  | Elektrisch (Instrumental)                | 3:43  |
| 10. | Schöner war’s mit dir (Instrumental)     | 3:39  |
| 11. | Ausgang leider unbekannt (Instrumental)  | 4:57  |
| 12. | Gefallen in Love (Instrumental)          | 3:34  |
| 13. | Schüchtern ist mein Glück (Instrumental) | 4:13  |
| 14. | Sturm (Instrumental)                     | 3:28  |
| 15. | Die Nacht dehnt sich aus (Instrumental)  | 3:48  |
| 16. | Bist du ok? (Instrumental)               | 3:40  |
| 17. | Ich steh noch (Instrumental)             | 4:09  |

### Super Deluxe Edition 2022
| #   | Titel                                | Länge |
| --- | ------------------------------------ | ----- |
| 1.  | Steh mir bei                         | 3:27  |
| 2.  | Ich bin da (Duett mit Kim Fisher)    | 3:13  |
| 3.  | Weg nach oben                        | 3:36  |
| 4.  | M.I.O.                               | 3:07  |
| 5.  | Wir beide sind Musik                 | 4:26  |
| 6.  | Kapitän                              | 5:06  |
| 7.  | Blauer Sonntag                       | 3:57  |
| 8.  | Elektrisch                           | 3:44  |
| 9.  | Schöner war’s mit dir                | 3:39  |
| 10. | Ausgang leider unbekannt             | 4:57  |
| 11. | Gefallen in Love                     | 3:34  |
| 12. | Schüchtern ist mein Glück            | 4:13  |
| 13. | Sturm                                | 3:28  |
| 14. | Die Nacht dehnt sich aus             | 3:48  |
| 15. | Bist du ok?                          | 3:40  |
| 16. | Ich steh noch                        | 4:09  |
| 17. | Wir beide sind Musik (Original Demo) | 4:19  |